# トーマス・ゴメス
トーマス・ゴメス（Thomas Gomez、1905年7月10日 - 1971年6月18日）は、アメリカ合衆国の俳優。

## 略歴
1947年の映画『桃色の馬に乗れ』のパンチョ役で第20回アカデミー賞の助演男優賞にノミネートされる。
これはスペイン系アメリカ人として初のアカデミー賞ノミネートである。
交通事故による怪我のため、65歳で亡くなる。

## 出演作品
- 続・猿の惑星 Beneath the Planet of the Apes (1970)
- ステイ・アウェイ・ジョー Stay Away, Joe (1968) ※日本劇場未公開
- 肉体のすきま風 Summer and Smoke (1961)
- 僕は御免だ But Not for Me (1959)
- 大海戦史 John Paul Jones (1959)
- 空中ぶらんこ Trapeze (1956)
- 征服者 The Conqueror (1956)
- 灼熱の勇者 The Magnificent Matador (1955)
- ラスベガス事件 Las Vegas Shakedown (1955) ※日本劇場未公開、テレビ放映
- 熱砂の女盗賊 The Adventures of Hajji Baba (1954)
- 非情のカード The Gambler from Natchez (1954) ※日本劇場未公開、テレビ放映
- 君知るや南の国 Sombrero (1953)
- 荒野の襲撃 Pony Soldier (1952)
- メリイ・ウィドウ The Merry Widow (1952)
- マカオ Macao (1952) ※日本劇場未公開、テレビ放映時のタイトルは『犯罪都市マカオ』
- 女海賊アン Anne of the Indies (1951)
- 印度の放浪児 Kim (1950)
- 復讐の荒野 The Furies (1950) ※日本劇場未公開、テレビ放映
- 鷲と鷹 The Eagle and the Hawk (1950) ※日本劇場未公開、テレビ放映
- 十三号桟橋 The Woman on Pier 13 (1949) ※日本初公開時のタイトルは『十三號棧橋』、ビデオタイトルは『怒りの13号桟橋』
- 腰抜け顔役 Sorrowful Jones (1949)
- 悪の力 Force of Evil (1948) ※日本劇場未公開、テレビ放映時のタイトルは『苦い報酬』
- アリゾナの嵐 Angel in Exile (1948)
- キー・ラーゴ Key Largo (1948)
- 迷路 Casbah (1948)
- 征服への道 Captain from Castile (1947)
- 桃色の馬に乗れ Ride the Pink Horse (1947) ※日本劇場未公開
- ジョニー・オクロック Johnny O'Clock (1947) ※日本劇場未公開
- 拳銃兄弟 The Daltons Ride Again (1945) ※日本公開は44分の短縮版
- 死人の眼 Dead Man's Eyes (1944) ※日本劇場未公開、テレビ放映
- 幻の女 Phantom Lady (1944)
- 駆潜艇K-225 Corvette K-225 (1943) ※日本初公開時のタイトルは『驅潜艇K-225』
- アラビアン・ナイト Arabian Nights (1942)
- 男性都市 Pittsburgh (1942)
- 凸凹探偵の巻 Who Done It? (1942)
- ベイジル・ラスボーン版 シャーロック・ホームズ シャーロック・ホームズと恐怖の声 Sherlock Holmes and the Voice of Terror (1942) ※日本劇場未公開、AXNミステリーで『ベイジル・ラスボーン版 シャーロック・ホームズ』第3話として放映[1]